# RNASE6
RNASE6‏ (Ribonuclease A family member k6) هوَ بروتين يُشَفر بواسطة جين RNASE6 في الإنسان.